# Курдиш Іван Кирилович
Іва́н Кири́лович Ку́рдиш (* 1942) — мікробіолог. Доктор біологічних наук (1993), професор (2000). Лауреат Державної премії України в галузі науки і техніки (2018).

## З життєпису
Народився 1942 року в селі Великі Кліщі (Народицький район Житомирської області). 1970 року закінчив Київський університет; від того часу працював у Інституті мікробіології і вірусології НАНУ (з перервою). У 1988—1997 роках — завідувач лабораторії, від 1997 року — відділу мікробіологічних процесів на твердих поверхнях. У 1980–1988-х — науковий співробітник-консультант Науково-організаційного відділу Президії АН УРСР.
Напрями наукових досліджень — фізіологічні властивості та поширення метанотрофних бактерій у вугільних шахтах, процеси взаємодії їхніх клітин із твердими, зокрема дисперсними, матеріалами. Обґрунтував біотехнології виробництва гранульованих бактеріальних препаратів для рослинництва, зниження рівня виділення метану у вугільних шахтах.
Основні праці:
- «Мікробіологічне окислення метану вугільних шахт», 1991 (співавтор)
- «Взаємодія мікроорганізмів з твердими матеріалами і його біотехнологічне значення»; 1999
- «Гранульовані мікробні препарати для рослинництва: наука і практика», 2001
- «Медична хімія і клінічне застосування діоксиду кремнію», 2003 (співавтор)
- «Фосфатмобілізуючі бактерії Bacillus subtilis — продуценти сполук фенольного походження»; 2009 (співавтор).

Лауреат Державної премії України в галузі науки і техніки-2018 за роботу «Біологічно активні речовини мікробного синтезу в новітніх біотехнологіях і сучасному аграрному виробництві» — він і Білявська Людмила Олексіївна; Волкогон Віталій Васильович; Гончар Михайло Васильович; Іутинська Галина Олександрівна; Смутко Олег Володимирович; Федоренко Віктор Олександрович; Циганкова Вікторія Анатоліївна
Лауреат премії Національної Академії наук України ім. Д. К. Заболотного.
Віцепрезидент Товариства мікробіологів України ім. С. М. Виноградського.